# Sam Gash
Samuel Lee Gash Jr. (* 7. März 1969 in Hendersonville, North Carolina) ist ein ehemaliger US-amerikanischer American-Football-Spieler und -Trainer. Er spielte für die New England Patriots, Buffalo Bills und Baltimore Ravens in der National Football League (NFL).

## Frühe Jahre
Gash ging in seiner Geburtsstadt Hendersonville auf die Highschool. Später besuchte er die Pennsylvania State University.

## NFL

### Spielerkarriere
Gash wurde im NFL Draft 1992 in der achten Runde an 205. Stelle von den New England Patriots ausgewählt. Er spielte zwischen 1992 und 2003 für die New England Patriots, die Buffalo Bills und die Baltimore Ravens in der NFL. Nach der Saison 1998 und 1999 wurde er in den Pro Bowl gewählt. 1999 geschah dies sogar ohne das er einen Laufspielzug hatte, was kein anderer offensiver Back schaffte. Im Jahr 2000 gewann er mit den Baltimore Ravens den Super Bowl XXXV. Vor der Saison 2004 unterschrieb er einen Vertrag bei den New Orleans Saints, diese entließen ihn jedoch noch vor der Saison.

### Trainerkarriere
2005 wurde Gash Assistenz Coach für Runningbacks bei den New York Jets. Zur Saison 2007 heuerte er als Special-Teams-Assistenzcoach bei den Detroit Lions an. Ein Jahr später wurde er hier Runningbacks-Coach. Nach der Saison 2012 wurde er entlassen. 2014 war er Runningbackscoach bei den Green Bay Packers. Am 19. Januar 2016 wurde er entlassen.

## Persönliches
Sein Sohn Isaiah spielt College Football auf der University of Michigan. Sein anderer Sohn Elijah spielt Lacrosse in der Premier Lacrosse League.